# کاران کاپور
کاران کاپور (انگلیسی: Karan Kapoor؛ زادهٔ ۱۷ ژانویه ۱۹۶۲) یک هنرپیشه اهل هند است.
از کارهای او می توان به بازی در فیلم های سلطنت، جنون، خیابان ۳۶ چورینگی و آهن اشاره کرد.